# 沃倫鎮區 (新澤西州)
沃倫鎮區（英語：Warren Township）是位於美國新澤西州薩默塞特縣的一個鎮區。

## 地方資料
沃倫鎮區的面積為50.86平方千米，當中陸地面積為50.68平方千米，而水域面積為0.18平方千米。根據2020年美國人口普查的數據，當地共有人口15923人，而人口密度為每平方千米313.08人。